# Отделение Политотдельское
Отделение Политотдельское — посёлок в Мордовском районе Тамбовской области России.  Входит в Новопокровский поссовет.

## География
Находится в 72 км к юго-западу от Тамбова, в 21 км к северу от районного центра Мордово. 
Расположен вблизи следующих населённых пунктов:
- Димитров;
- Петровка;
- Шульгино;
- Центральное отделение совхоза имени Ленина.

## История
Основан в 1933 году к северу от Центральной усадьбы совхоза имени И. В. Сталина (впоследствии Центрального отделения им. В. И. Ленина). Здесь был размещен Политический отдел совхоза (отсюда и название), а также хозяйственный центр предприятия. Политотдел выпускал газету «За большевистский совхоз».
В 1960—1990-х годах велось активное строительство сельскохозяйственного комплекса: СТФ (6000 голов) и МТФ.